# Sinclair Petrolore
Die Sinclair Petrolore war ein Öltankschiff. Es wurde 1955 fertiggestellt.
Der Magnat Daniel K. Ludwig ließ das Schiff bauen. Es war das sechste Schiff, das von National Bulk Carriers Inc., Kure Shipbuilding Division gebaut wurde. Seine Länge betrug 240 Meter. Es war das größte Frachtschiff seiner Zeit. Das Antriebsaggregat stammte aus zweiter Hand, gebaut 1936.
Das Schiff explodierte und sank am 6. Dezember 1960 vor Brasilien. Etwa 60.000 Tonnen Rohöl wurden freigesetzt.